# Episodi di Le Bureau - Sotto copertura (seconda stagione)
La seconda stagione della serie televisiva Le Bureau - Sotto copertura (Le Bureau des légendes), composta da 10 episodi, è stata trasmessa in prima visione in Francia dal 9 maggio al 6 giugno 2016 su Canal+.
In Italia, la stagione va in onda dal 2 febbraio al 2 marzo 2018 sul canale a pagamento  Sky Atlantic.
| n° | Titolo originale | Titolo italiano          | Prima TV Francia | Prima TV Italia  |
| -- | ---------------- | ------------------------ | ---------------- | ---------------- |
| 1  | Épisode 1        | Il boia francese         | 9 maggio 2016    | 2 febbraio 2018  |
| 2  | Épisode 2        | Un nuovo bersaglio       | 9 maggio 2016    | 2 febbraio 2018  |
| 3  | Épisode 3        | Amicizie pericolose      | 16 maggio 2016   | 9 febbraio 2018  |
| 4  | Épisode 4        | Incontro al Louvre       | 16 maggio 2016   | 9 febbraio 2018  |
| 5  | Épisode 5        | Una lettera d'addio      | 23 maggio 2016   | 16 febbraio 2018 |
| 6  | Épisode 6        | La sciabola              | 23 maggio 2016   | 16 febbraio 2018 |
| 7  | Épisode 7        | L'offerta                | 30 maggio 2016   | 23 febbraio 2018 |
| 8  | Épisode 8        | Un'intervista pericolosa | 30 maggio 2016   | 23 febbraio 2018 |
| 9  | Épisode 9        | Uno scambio di segreti   | 6 giugno 2016    | 2 marzo 2018     |
| 10 | Épisode 10       | L'ultima mossa           | 6 giugno 2016    | 2 marzo 2018     |

## Il boia francese
- Titolo originale: Épisode 1
- Diretto da: Éric Rochant
- Scritto da: Éric Rochant

### Trama
Sono passati quattro mesi dal rapimento di Nadia, avvenuto nel distretto dello Shuf in Libano. Non essendoci stati progressi su questo fronte, Malotru manifesta a Balmes l'intenzione di porre fine alla sua collaborazione con la CIA. In Iran, Marina sovrintende al progetto di costruzione di un trasformatore elettrico nei monti Elburz. La ragazza, il cui nome in codice è Phénomène, sta cercando di reclutare Hasan Etehadieh (detto Aladin), un ingegnere a conoscenza della reale destinazione d'uso del sito.
Céline Delorme, giovane analista del Bureau per la Siria, riceve il video della decapitazione di un ostaggio dell'ISIS. Il boia è francese, tanto che lo stesso presidente della Repubblica pressa il Bureau affinché si giunga a una sua rapida identificazione, onde evitare che la Francia sia ricondotta alla barbarie. Il principale sospettato è Toufik Boumaza, un jihadista francese che vive in Algeria ed è entrato in contatto con Cyclone, il cui ennesimo coinvolgimento preoccupa sia Duflot che Malotru. Marina accompagna Hasan alla sfarzosa festa di Shapur Zamani, il cui padre Majid è un esponente di spicco del governo iraniano. Shapur aggredisce Hasan senza un apparente motivo, accusandolo di aver lanciato un'occhiata di troppo alla sua fidanzata. Hasan chiede a Marina di testimoniare in suo favore presso Majid Zamani, il quale non vede di buon occhio i bagordi del figlio e potrebbe essere disposto a concedergli un risarcimento.
Cassidy si presenta a sorpresa al Bureau per rivelare a Duflot e Malotru che un loro collega agisce come referente per conto della CIA, scrivendone il nome su un foglietto. Duflot, che sin dai tempi dell'operazione Cyclone sospettava ci fosse una talpa all'interno del Bureau, annuncia a Malotru che d'ora in avanti tutti sono sotto osservazione. Malotru intuisce che la visita Cassidy è stata un avvertimento nei suoi confronti, vedendosi quindi costretto a vendere agli americani un contatto del Bureau che possa allettarli. Malotru riferisce a Balmes il nome di Shapur Zamani, avvicinato dalla loro agente sul campo Marina Loiseau.

## Un nuovo bersaglio
- Titolo originale: Épisode 2
- Diretto da: Éric Rochant
- Scritto da: Éric Rochant

### Trama
Damasco, gennaio 2011. Malotru conosce Nadia a un ricevimento in ambasciata, restandone affascinato nonostante la donna fosse accompagnata dal marito.
Presente. La CIA è molto interessata Shapur Zamani, ordinando a Malotru di procedere con il suo reclutamento. Shapur vuole costringere Marina a ritrattare la testimonianza resa a suo padre. Anche il Bureau si interessa della faccenda, con Malotru che viene messo in minoranza dai colleghi, i quali reputano Hasan notevolmente più utile rispetto a Shapur. Cyclone entra in contatto con Yacim Boumaza, il fratello quindicenne di Toufik, scoprendo che si trova in Siria e passandogli il contatto di un avvocato, in realtà Sisteron. Marie-Jeanne ha iniziato una relazione con Clément Migaud, analista dell'ufficio Iran. L'unico ad accorgersene è Malotru che sfrutta la cosa a proprio vantaggio, suggerendo a Duflot di dirottarla sul caso Boumaza, mentre il nuovo referente di Marina sarà lo stesso Malotru.
Marina presenta le dimissioni a Mortazavi, asserendo di non sentirsi in grado di continuare l'esperienza in Iran. Il professore intuisce che c'è dell'altro, così Marina gli confida di essersi messa nei guai con Shapur. Convocati nuovamente da Majid Zamani, Hasan ammette di essere corresponsabile della rissa, in modo tale da rendere ininfluente la testimonianza di Marina e non cagionarle problemi sul lavoro. Shapur si dice affascinato dall'intelligenza di Marina, invitandola a una festa. Dalla sua prigionia, Nadia riesce a far avere alla guardia una lettera da consegnare alla madre. L'uomo assolve il compito, scoprendo tuttavia che i genitori di Nadia sono stati tratti in arresto, fatto che però non riferisce alla donna. Sabrina Boumaza, sorella di Toufik e Yacim, si mette in contatto con Sisteron. Hackerando il profilo social di Shapur, la CIA accede a una fotografia del ragazzo e Marina, rendendo quest'ultima identificabile dai pasdaran.

## Amicizie pericolose
- Titolo originale: Épisode 3
- Diretto da: Samuel Collardey
- Scritto da: Éric Rochant

### Trama
Malotru ordina a Marina di scavare più a fondo nella vita di Shapur, cercando di fare luce sui suoi affari con il padre. La casa di Marina è passata al setaccio dai pasdaran che trafugano i file criptati del suo computer. Céline chiede consigli a Malotru perché vorrebbe passare dalla scrivania al lavoro sul campo, però i superiori non la ritengono ancora pronta perché non è capace di dissimulare le proprie emozioni. Nadia è interrogata dal giudice Munjid Badran sulla sua relazione con Malotru, con tanto di video del loro primo incontro all'ambasciata di Damasco, venendo accusata di avergli venduto informazioni compromettenti sulla Siria.
Marina inizia a tempestare di domande Daria, la fidanzata di Shapur, spingendo quest'ultimo a invitarla ad assistere a un processo intentato contro di lui, con l'accusa di diffondere nella Repubblica islamica musica considerata troppo moderna. Shapur esce vincitore, contando sull'immunità dovuta all'essere figlio dell'influente ministro Zamani, dando così una dimostrazione a Marina di quanto sia potente.  Mortazavi commissiona a Marina lo studio della sismicità di una zona desertica, dove dovrebbe sorgere la futura capitale dell'Iran, annunciandole che l'accompagnerà Shapur ed è stato lui a fare il suo nome per la spedizione. Sabrina Boumaza si presenta all'appuntamento con Sisteron, il quale la induce a mettersi in contatto con il fratello.
Sabrina comunica a Sisteron che ha deciso di raggiungere Toufik, per potergli chiedere di tornare a casa guardandolo negli occhi, e Duflot pensa che sia la Balmes la doppiogiochista che lavora per la CIA, avendo lasciato il Bureau subito dopo la fine dell'operazione Cyclone per tornare a lavorare nel suo studio, dove tra i pazienti figura Malotru. Inoltre, il marito della Balmes era tra le vittime degli attentati dell'11 settembre 2001. Insoddisfatto delle risposte date da Nadia, Badran ordina un inasprimento delle sue condizioni detentive.
Il Bureau riceve la segnalazione che Marina è stata schedata dai pasdaran e Duflot prova a mettersi in contatto con lei per esfiltrarla immediatamente, ma la collega che riceve la telefonata non fa in tempo ad avvertirla prima che parta con Shapur per la spedizione nel deserto. Lungo la strada, l'auto su cui viaggiano Marina e Shapur è bloccata da un camion, da cui scendono i pasdaran in tenuta da assalto.

## Incontro al Louvre
- Titolo originale: Épisode 4
- Diretto da: Samuel Collardey
- Scritto da: Éric Rochant

### Trama
Hachem Al-Khatib incontra Cassidy per stringere un accordo con la CIA: gli americani dovranno bombardare una roccaforte di ribelli al regime di Assad in cambio della liberazione di Nadia. Cassidy intima a Malotru di procedere con il reclutamento di Shapur Zamani, altrimenti la loro collaborazione si intenderà conclusa. I poliziotti iraniani ricevono l'ordine di liberare Marina dopo quarantotto ore di fermo, onde evitare una crisi diplomatica con la Francia. Marina viene esfiltrata a Parigi, con la finta scusa della morte di sua nonna, e Duflot le paventa l'interruzione della sua missione in Iran. Contravvenendo agli ordini del superiore, Malotru chiede a Marina di convincere Shapur a venire in Francia. Céline riceve un comunicato del DGSE secondo cui Nadia sarebbe stata giustiziata, in realtà una finta da parte dei siriani per alzare il prezzo del suo riscatto. Toufik boccia l'idea di Sabrina di raggiungerlo nel luogo segreto in cui si trova, affermando che non sarebbe un viaggio sicuro per lei. Duflot ordina a Sylvain di iniziare la sorveglianza di tutti gli agenti del Bureau.
Shapur, che dopo la sua disavventura si trovava a Ginevra per trascorrere una vacanza assieme a Daria, invita Marina a passare a trovarlo. Shapur chiede a Marina di fare compagnia a Daria, la quale è stata frustata in Iran, mentre lui è impegnato in un importante affare di lavoro per conto del padre. Malotru lo segue, scoprendo che ha incontrato un importante funzionario governativo. Usando la scusa del clima d'intolleranza verso gli islamici che si respira in Francia, Sabrina ottiene l'assenso di Toufik alla sua venuta e chiede a Sisteron di accompagnarla. Nadia è sottoposta a una finta esecuzione, monito di quanto potrebbe realmente succederle dopo il fallimento del negoziato con gli americani. L'unica via di salvezza è tornare a Parigi e sostenere attivamente il leader dell'opposizione Haytham Bijidi, altrimenti lei e la sua famiglia saranno sterminati.
Shapur chiede a Marina di raggiungerla al museo del Louvre, dove lo trova ubriaco dopo un litigio con Daria, la quale non intende tornare in Iran. Duflot è informato dell'incontro notturno di Marina con Shapur. In un internet point Sabrina apre un sito di "cani con la parrucca", comunicando a un utente sconosciuto di nome Deep Blue che sta per partire con Sisteron.

## Una lettera d'addio
- Titolo originale: Épisode 5
- Diretto da: Elie Wajeman
- Scritto da: Éric Rochant

### Trama
Duflot scopre da Marina che è stato Malotru a incaricarla di pedinare Shapur, spacciandolo come un suo ordine. Malotru viene così licenziato dal Bureau e Duflot decide di riassegnare Marina a Marie-Jeanne. Entusiasta di tornare a lavorare con lei, Marie-Jeanne vuole subito rimandarla in Iran e abbandonare la pista Shapur. Furibondo per essere stato cacciato dopo quattordici anni di servizio, Malotru deve assolutamente rientrare in pompa magna nel Bureau per non perdere l'asse con la CIA e, quindi, le speranze di rivedere Nadia. Mag rimprovera Duflot per aver allontanato Malotru, cui riconosce il merito di aver portato a lieto fine l'operazione Cyclone, e gli comunica che la direzione tecnica ha deciso di tornare a lavorare su Shapur, il che significa che Malotru non aveva affatto torto nel voler indagare in quella direzione. Sylvain scopre che Sabrina, nel frattempo atterrata ad Antiochia con Sisteron, ha cercato di aprire il misterioso sito di cani dell'internet point.
Gli uomini del Bureau minacciano Daria di tornare in Iran e lasciare una lettera d'addio per Shapur, con cui aveva stabilito di trasferirsi a Los Angeles. Duflot comunica a Malotru la propria delusione per il suo comportamento, biasimandolo di aver usato Marina per inseguire i suoi scopi personali, e gli lascia un quaderno di moleskine come ultimo regalo. Malotru assiste al rientro di Nadia in Francia, ma la donna comunica alla sicurezza che la sua presenza non è gradita e lo fa allontanare. Céline, presente anche lei alla conferenza stampa, intuisce che questo ha molto turbato Malotru. Sabrina e Sisteron raggiungono la roccaforte in cui si trova Toufik, con il Bureau che ha identificato le coordinate e l'esercito turco pronto a intervenire entro un'ora.
Tornando in città, Céline dice a Malotru che trova strano il nome di battesimo scelto da Toufik. Malotru si mette in contatto con Duflot, riunito assieme al resto della squadra per seguire l'operazione Toufik, suggerendogli di stabilire un collegamento bluetooth tra il cellulare di Sabrina e quello di Sisteron. Questo perché all'interno del cellulare della ragazza ci sarebbe la prova che non lavora per loro, bensì è una fiancheggiatrice dei jihadisti. Una delle guardie si accorge di quanto sta avvenendo e interrompe la connessione, fortunatamente in quel momento arrivano i soldati turchi che uccidono i jihadisti e portano Sisteron al sicuro, lasciando Sabrina sola nella roccaforte. Sylvain riferisce a Duflot del sito di "cani con la parrucca", arrivando a scoprire le comunicazioni di Sabrina con Deep Blue. Quando prova a telefonare a Sisteron, questi è sotto tiro di uomini armati che hanno ucciso l'autista con cui stava facendo ritorno ad Antiochia.

## La sciabola
- Titolo originale: Épisode 6
- Diretto da: Elie Wajeman
- Scritto da: Éric Rochant

### Trama
Gli uomini dell'Isis, guidati da Toufik, conducono Sisteron in un campo profughi dell'Isis situato in territorio siriano. Qui Toufik decide di risparmiargli la vita, accettando di scambiarlo con Sabrina, non prima di avergli tagliato un piede. Mag convoca Malotru per ringraziarlo, visto che grazie a lui Sisteron ha avuto salva la vita, e gli offre un incarico speciale (non potendolo reintegrare tra gli infiltrati) alla guida della task force per neutralizzare Toufik. Mantenendo la promessa fatta ai suoi carcerieri, Nadia lancia un endorsement pubblico all'oppositore Haytham Bijidi, benché sia risaputo come costui favorisca il regime di Assad. Céline intuisce che Nadia mente a proposito della sua esperienza di prigionia, così le lascia il proprio contatto qualora volesse parlarle a microfoni spenti. Marie-Jeanne ha scoperto che nel team che ha liberato Nadia figura Women Save, una onlus riconducibile alla CIA, sospettando che la donna lavorasse già da tempo per gli americani. Marina torna a Teheran, con l'obiettivo di reclutare Shapur, cui viene dato il nome in codice di Caramel. Marina scopre dai suoi familiari che il ragazzo sta vivendo un momento conflittuale con il padre, acuito dai recenti avvenimenti. Duflot chiede a Sylvain di poter tracciare tutti i movimenti di Malotru nell'arco della giornata.
Malotru inizia a lavorare su Toufik, mettendo in guardia i colleghi che si trovano di fronte a un avversario molto forte (è iscritto a un importante circolo di scacchisti) e destinato a ricoprire un ruolo di primo piano nell'organizzazione dell'Isis. Duflot ha saputo da Sylvain che in certi momenti non risultano movimenti di Malotru, il che significa che stacca il cellulare per non essere rintracciato. Duflot trova conferma da Sisteron, ricoverato presso l'ospedale militare, che Malotru la sera della liberazione di Cyclone lo ha chiamato dal suo cellulare. Con questa informazione, Duflot installa una cimice sotto la scrivania dello studio della Balmes. Mentre si sta dirigendo in macchina con Nadim (tornato a essere la sua guardia del corpo) verso l'ennesima trasmissione televisiva, Nadia telefona per fissare l'appuntamento con Céline, usando il linguaggio in codice che avevano concordato. Shapur si è rappacificato con il padre, accettando di lavorare al suo fianco per diventare un giorno il suo erede politico, raggiungendo quei traguardi che il genitore ha mancato. Nel suo rapporto Marina sottolinea come Shapur avrà occasione di partecipare a importanti riunioni del governo sul nucleare, caldeggiandone il reclutamento tramite un'offerta da parte di una prestigiosa azienda pubblica o privata.
Malotru riceve una telefonata da Céline che gli chiede un appuntamento urgente. Nonostante sappia che farebbe meglio a soprassedere, Malotru si reca all'incontro e scopre che ad attenderlo c'è Nadia.

## L'offerta
- Titolo originale: Épisode 7
- Diretto da: Laïla Marrakchi
- Scritto da: Éric Rochant

### Trama
Nadia chiede a Malotru di liberarla dalla morsa dei suoi sequestratori, i quali adesso pretendono che parta in un tour dell'Europa per sostenere Bijidi. Malotru rimprovera Céline per avergli fatto incontrare Nadia, intimandole di fare subito rapporto ai superiori e spiegare cos'è accaduto. Malotru rileva la cimice installata da Duflot sotto la scrivania della Balmes, usando a proprio vantaggio nel depistare l'ex collega. Malotru dice a Balmes che, da quando è rientrato in Francia circa un anno prima, non ha ancora incontrato suo padre, ammettendo quindi di aver mentito a Duflot nei giorni della liberazione di Cyclone. Shapur invita Marina ad accompagnarlo a Doha per una conferenza. Marie-Jeanne ritiene sia una buona idea per cementare il loro rapporto, ma Clément non è d'accordo perché vorrebbe sfruttare l'occasione per reclutare Shapur. Sylvain riferisce a Duflot che, avendo commesso un errore di valutazione, ha bisogno di maneggiare il telefono di Malotru per essere certo che la sorveglianza stia funzionando.
Nadia viene prelevata da un taxi per andare in aeroporto e iniziare il suo tour europeo. Al volante c'è Daisy, agente di sostegno logistico della DGSE soprannominata "La Mula", che la conduce in un luogo sicuro. Informato che Nadia non ha preso l'aereo, Nadim scopre con sorpresa di aver presentato richiesta di asilo politico alla Francia. In realtà, la domanda in questione è un artificio creato dal Bureau per trasformare Nadim in un disertore. Malotru gli offre una scappatoia, ma sarà sottoposto a un'attenta indagine da parte degli agenti francesi che alla fine stabiliranno se salvarlo oppure consegnarlo ai suoi aguzzini. Malotru contatta un imam di Bengasi vicino ad Al Qaida per chiedergli un incontro in cui proverà a reclutarlo per l'operazione Toufik, sfruttando la forte rivalità che le altre organizzazioni terroristiche nutrono nei confronti dell'Isis.
A Doha, Shapur conosce una donna, l'affascinante e misteriosa Mathilde (in realtà l'agente del Bureau Caroline) che lo invita a una cena in cui Clément tenta di reclutarlo, facendo leva sul ruolo che il giovane può ricoprire per il futuro di un Iran più moderno e meno oscurantista. Shapur rifiuta, lasciando capire di essersi già accordato con qualcun altro. Quando lo vede in compagnia di un altro uomo, Clément chiede all'ufficio di identificarlo e resta di stucco nello scoprire che si tratta di un agente della CIA.

## Un'intervista pericolosa
- Titolo originale: Épisode 8
- Diretto da: Laïla Marrakchi
- Scritto da: Éric Rochant

### Trama
Duflot raggiunge Marina a Cipro per un briefing sulla situazione di Shapur, appurando come non avesse mai visto agenti americani ronzargli intorno. Duflot ordina a Marina, quando tornerà operativa in Iran, di allontanarsi da Shapur e lasciare che sia il Bureau a risolvere la faccenda. Un giornalista tedesco, Andreas Schnabel, è riuscito a intervistare un comandante dell'Isis, il quale ha definito Al Qaida un'organizzazione superata e che soltanto lo Stato Islamico riuscirà a vincere dove loro hanno fallito. Malotru accoglie la figlia Prune, disperata per essersi lasciata con il fidanzato, che trova consolazione chiacchierando di faccende di cuore assieme a Daisy, venuta a ragguagliare il padre su Nadia. Costei identifica la propria situazione di reclusa con quella dello scrittore italiano Roberto Saviano, anche lui sotto scorta per la sua opera Gomorra. Malotru accompagna Nadia nel suo alloggio per chiudere definitivamente la loro storia, augurandole di non dimenticare mai quanto c'è stato tra loro.
Céline incontra Schnabel, spacciandosi per giornalista e offrendogli l'esclusiva di un'intervista a colui che è stato identificato come il boia francese, essendo l'unico in grado di muoversi tra i miliziani dell'Isis senza conseguenze. Il fedele cameraman di Schnabel non vuole seguirlo in questa missione, dicendosi impaurito dall'incontrare uno squilibrato come Toufik, e come sostituto propone il cugino Fatiq. La mossa ha però lo scopo di uccidere Toufik, essendo Fatiq un agente incaricato di uccidere il boia azionando un esplosivo contenuto nell'equipaggiamento per filmare. Durante la pausa di una riunione Shapur invia un messaggio contenente l'identificativo della prima centrale che sarà sottoposta all'arricchimento dell'uranio. La security vuole ispezionare i cellulari, scoprendo l'SMS invitato da Shapur che tenta di giustificarsi asserendo di averlo scritto a un amico per un videogioco. Malotru lascia una lettera alla figlia Prune, dicendosi dispiaciuto per quanto sta per accadere e invitandola a non dare ascolto a ciò che sentirà sul suo conto, ringraziandola per l'ultima serata trascorsa insieme.
La posizione di Shapur è molto delicata, poiché l'accusa di spionaggio può condurre all'impiccagione. Per questo motivo, il padre Majid è sottoposto a un interrogatorio per appurare i motivi del suo frequente coinvolgimento in riunioni di governo. Le indagini conducono rapidamente a Marina, tratta in arresto mentre stava lavorando al centro sismologico.

## Uno scambio di segreti
- Titolo originale: Épisode 9
- Diretto da: Hélier Cisterne
- Scritto da: Éric Rochant

### Trama
Prune trova la lettera lasciatale dal padre e telefona a Daisy.
Qualche giorno prima. Marie-Jeanne è in asia per la sorte di Marina, arrestata a Teheran con l'accusa di essere una spia della CIA. Duflot si stringe nel riserbo, invitandola a mantenere la calma in vista della tempeste che l'intero Bureau dovrà attraversare. Un esponente della CIA smentisce che Marina appartenga a una qualsiasi delle organizzazioni ad essa collegate, però Mag non è disponibile a fidarsi, considerati i precedenti di spionaggio illegale che hanno visto gli americani protagonisti. Marina tiene botta all'interrogatorio, almeno fino a quando non viene introdotto nella stanza uno Shapur distrutto dalle botte della polizia. Messa davanti alla scelta di scrivere i nomi dei suoi bersagli in cambio della liberazione di Shapur, Marina è costretta a ricordare la lezione di Marie-Jeanne in cui le spiegava che in missione non esistono amici, rifiutandosi di compilare la lista e abbandonando Shapur al suo destino. Duflot e Clément scoprono che la CIA ha tentato di reclutare Shapur adottando la stessa identica strategia del Bureau, dando definitiva conferma alla teoria della talpa. Mag e Duflot erano gli unici a conoscenza della faccenda, quindi iniziano a sospettare reciprocamente l'uno dell'altro, con Mag che intende forzare la mano e chiedere alla CIA il nome della talpa e, qualora fosse Malotru, sarà Duflot a pagarne le conseguenze. Fatiq si tira indietro dalla missione, così Malotru decide di andare al suo posto e riassume l'identità di Paul Lefebvre.
Presente. Daisy invita Prune a dare una lettura più attenta al diario del padre, poiché entro un'ora dovrà essere distrutto. Marina è smascherata perché gli iraniani hanno avuto accesso ai dati della sua famiglia, appurando che nessuna nonna è deceduta quell'anno. Marina è condannata a cento anni di carcere senza possibilità di processo. La CIA si ostina a smentire l'esistenza della talpa in seno al Bureau, così Mag ricatta gli americani minacciandoli di divulgare i retroscena della liberazione di Nadia connessa a bombardamenti statunitensi in Siria. La CIA rivela che la talpa è Malotru, il quale non può essere arrestato perché è volato alla volta del Kurdistan.

## L'ultima mossa
- Titolo originale: Épisode 10
- Diretto da: Hélier Cisterne
- Scritto da: Éric Rochant

### Trama
Duflot convoca i colleghi del Bureau, tra i quali c'è anche il rientrato Sisteron, per annunciare che ha deciso di dimettersi. Mag gli chiede di restare in carica almeno fino al termine della missione Deep Blue, tenendo d'occhio Malotru che sta operando sul campo. In Turchia, Malotru incontra Fatiq per provare a convincerlo a non rinunciare alla missione, decidendo alla fine di andare lui stesso con Schnabel e l'attrezzatura da cameraman contenente l'esplosivo. Gli americani sono pronti a scambiare un uomo dell'intelligence iraniana, loro prigioniero da due anni e mente di tutti i principali attentati all'estero degli ultimi anni, con Marina. Gli iraniani della frangia conservatrice però non sono propensi ad accettare, poiché questo rafforzerebbe l'immagine del loro presidente moderato. Il Bureau avvia un'indagine interna su Malotru, con Marie-Jeanne che dice di aver sospettato fosse una spia della CIA dopo la liberazione di Nadia, mentre invece Céline e Sisteron difendono il collega a spada tratta.
Marina è a bordo di un furgone diretto alla prigione di Bandar Abbas. Il mezzo si ferma col pretesto di una frana e la guardia la libera, dicendole di scappare perché i pasdaran intendono ucciderla. Marina inizia a correre e la guardia, che evidentemente ha mentito per poterla uccidere, le punta il fucile contro. Una scossa di terremoto fa andare il colpo a vuoto, consentendo a Marina di dileguarsi in pieno deserto. Dopo aver trascorso la notte su una collinetta, Marina riesce a fermare un camion e farsi portare a una pompa di benzina, da cui telefona al Bureau. Al proprietario della pompa vengono promessi 2 miliardi di riyal se consegnerà Marina al Bureau anziché alla polizia iraniana. La macchina arriva puntuale a recuperarla. Nadia viene trasferita in una nuova sistemazione, dato che nella sua si stabilirà Marina di ritorno dall'Iran. Daisy consegna a Nadia una lettera scritta da Malotru per lei.
Malotru e Schnabel si recano all'appuntamento con Toufik, nonostante la sera prima Duflot avesse tentato inutilmente di convincere il suo agente a non compiere quella missione suicida. Appena arrivato, Toufik si insospettisce nel trovarsi davanti Malotru e non il solito cameraman. Al termine della lunga intervista, avendo trovato una scacchiera nell'attrezzatura di Malotru, Toufik si intrattiene con lui per giocare una partita. Non appena Toufik aziona l'orologio, questo esplode e lo uccide. Malotru sopravvive, ma finisce nelle grinfie del califfato che lo trasforma in ostaggio contro il governo francese.